# Cheliferoides segmentatus
Espèce
Cheliferoides segmentatus est une espèce d'araignées aranéomorphes de la famille des Salticidae.

## Distribution
Cette espèce se rencontre aux États-Unis en Arizona et au Texas, au Mexique au Tamaulipas et au Nuevo León et au Guatemala,.

## Description
Le mâle holotype mesure 4 mm. Le mâle décrit par Platnick en 1984 mesure 3,38 mm et la femelle 3,02 mm. Cette espèce mimétique présente l'aspect général d'un pseudoscorpion.

## Publication originale
- F. O. Pickard-Cambridge, 1901 : Arachnida - Araneida and Opiliones. Biologia Centrali-Americana, Zoology. London, vol. 2, p. 193-312 (texte intégral).